# ブアカーオ・ポー.プラムック
ブアカーオ・ポー.プラムック（泰: บัวขาว ป. ประมุข、英: Buakaw Por.Pramuk、1982年5月8日 - ）は、タイの男性ムエタイ選手、キックボクサー。スリン県出身。バンチャーメージム所属。K-1 WORLD MAX 2004・2006世界王者。S-cup 2010世界王者。元WBCムエタイ世界スーパーミドル級王者。リングネームのブアカーオは、白蓮の意。ブアカーオ・バンチャーメー、ブアカーオ・バンチャメークとも。

## 来歴
2002年12月14日、ルンピニー・スタジアムで行われた「TOYOTAタイランド・ムエマラソン 140ポンド・トーナメント」に参加。1回戦でセーンモラゴット・ウェーナイスピードを判定で、2回戦でクンスック・ペットスパーパンを判定で、決勝戦で小林聡を判定で破り優勝し、賞金30万バーツを獲得した。
2004年7月7日、K-1 WORLD MAX 2004に初出場し、ジョン・ウェイン・パー、小比類巻貴之を下し、決勝戦では魔裟斗を延長判定で勝利し、優勝。
2005年4月1日に、タイ国ボクシングスポーツコミッションが主催するMUAYTHAI CULTURAL FESTIVAL 2005のアマチュアムエタイ（3分4R）の試合に出場し、キエラン・ケッドル（イギリス）に判定勝ち。
2005年9月9日、香港のクイーンエリザベススタジアムで、S1世界ジュニアミドル級王者ジャン・スカボロスキー（フランス）に5R判定勝ちし、王座獲得。
2006年2月18日、スウェーデンのストックホルムで、WMC世界ミドル級王者ジョムホート・キアタディサック（フィンランド）に2RKO勝ちし、王座獲得。
2006年6月30日、K-1 WORLD MAX 2006の準々決勝で佐藤嘉洋を2RKOで勝利し、準決勝でドラゴに判定勝利、決勝では前年の決勝で敗れたアンディ・サワーにKO勝利し、K-1 WORLD MAX史上初の2度目の王者となった。
2006年9月4日、K-1 WORLD MAX 2006〜世界王者対抗戦〜でシュートボクシング出身の宍戸大樹と対戦。開始15秒でKO勝ち。
2006年11月24日、K-1 SCANDINAVIA RUMBLE OF THE KINGSでオーレ・ローセンに2RKO勝ち。
2007年2月5日、K-1 WORLD MAX 2007〜日本代表決定トーナメント〜でツグト"忍"アマラと対戦。ラスト15秒間、アマラの猛攻をノーガードでかわす余裕を見せて、判定勝ち。
2007年4月4日、K-1 WORLD MAX 2007〜世界最終選抜〜でアンディ・オロゴンと対戦し、判定勝ち。
2007年6月28日、K-1 WORLD MAX 2007〜開幕戦〜でニキー"ザ・ナチュラル"ホルツケンと対戦。大会のダークホースと言われていたホルツケンを全く寄せ付けず、判定勝ち。
2007年10月3日、K-1 WORLD MAX 2007〜決勝戦〜で魔裟斗と対戦し、1Rに右ストレートでダウンを奪われ判定負け。
2008年2月2日、K-1 WORLD MAX 2008で佐藤嘉洋と対戦。延長戦まで縺れ込むも、パンチで攻勢に出たブアカーオが有効打、ダメージ共に上回り判定勝ち。
2008年4月9日、K-1 WORLD MAX 2008 FINAL16のトーナメント1回戦でアルバート・クラウスと再戦し、延長判定勝ち。
2008年4月26日、It's Showtimeでファディル・シャバリと対戦し、判定勝ち。
2008年7月7日、K-1 WORLD MAX 2008 FINAL8のトーナメント準々決勝で佐藤嘉洋と対戦し、3R右ストレートでKO負け。
2008年10月1日、K-1 WORLD MAX 2008 FINALのトーナメントリザーブファイトでブラックマンバと対戦し、1R右フックでKO勝ち。
2009年4月21日、K-1 WORLD MAX 2009 FINAL16のトーナメント1回戦でアンドレ・ジダと対戦。1Rに左フックでダウンを奪われるも、2R以降盛り返し、延長判定勝ち。
2009年7月13日、K-1 WORLD MAX 2009 FINAL8の準々決勝で、ニキー"ザ・ナチュラル"ホルツケンと再戦し、判定勝ち。10月26日、K-1 WORLD MAX 2009 FINALの準決勝でアンディ・サワーと対戦し、延長1-2の判定負け。
2010年11月23日、シュートボクシングのSHOOT BOXING WORLD TOURNAMENT S-cup 2010に出場し、優勝。1回戦で宍戸大樹と再戦し、3Rに右ハイキックでダウンを奪うなどして判定勝ち。準決勝ではヘンリー・ヴァン・オプスタルに何もさせず完封し判定勝ち。決勝ではトビー・イマダからローキックで計5度のダウンを奪いTKO勝利。
2010年12月30日、戦極 Soul of Fightで中島弘貴と対戦し、3-0の判定勝ち。
2013年6月、タイのラッタナ・バンディット大学経営学部に入学した。2014年2月、同大学のサッカークラブでリージョナルリーグ・ディヴィジョン2に所属するRBAC FCに加入した。2016年に大学を卒業した。
2013年10月6日、宮城県のゼビオアリーナで開催されたMAX MUAYTHAI WORLD CHAMPION 2013 JAPANで佐藤嘉洋と通算4度目の対戦を行い、判定勝ち。
2022年9月3日、素手ボクシングの団体Bare Knuckle Fighting Championshipがタイのバンコクで開催したBKFC Thailand 3で、エルカン・バロルとベアナックル・ボクシングルールで対戦し、KO勝ち。
2022年10月28日、タイのラジャダムナン・スタジアムで開催されたラジャダムナン・ワールド・シリーズ（RWS）で佐藤嘉洋とエキシビジョンを行った。この試合は佐藤曰く「本気で戦わない」という条件の元、契約に同意して行われたエキシビションマッチだったが、ブアカーオが全力で佐藤の顎を撃ち抜いて1RKOしたことで問題となった。この試合はエキシビションなので勝敗は付かなかったが、その後、佐藤が主催者にルールが守られなかったことを強く抗議をしたことで、RWS主催者が佐藤に謝罪して違約金を支払う騒ぎとなった。佐藤は「倒される直前までブアカーオを信じていた」「実力で優る方が騙し討ちをする形ですから、私としては訳がわかりません」「4度も拳を合わせた戦友だから大丈夫だ、と信じていましたが違ったようです。世の中は、不条理なこともありますね。」と話した。なお、ブアカーオは2022年8月のRWSでの三浦孝太との試合でも、同じ形式のエキシビションマッチにもかかわらず三浦にTKO勝利している。

### RIZIN出場
2023年5月6日、RIZIN初出場となったRIZIN.42で安保瑠輝也と対戦し、0-0の判定により引き分けとなった。
2024年3月23日、RIZIN LANDMARK 9で木村"フィリップ"ミノルと対戦し、序盤は劣勢となるも右ストレートで2ラウンドKO勝利。試合後、自身のFacebookで1RでKO負け寸前であったことを認め、「木村の打撃はこれまでの格闘技人生の300戦近いキャリアの中で受けたパンチの中で、最も強烈なパンチだったと思う」と話した。
2024年7月7日、K-1 WORLD MAX 2024で行われた-70kg級世界最強決定トーナメントで15年ぶりにK-1に出場。準々決勝でストーヤン・コプリヴレンスキーと対戦し、2Rにハイキックでフラッシュダウンを奪われ、0-3の判定負け。当初K-1スーパーウェルター級王者のオウヤン・フェンと対戦する予定であったが、フェンが練習中に肋骨を骨折したため、コプリヴレンスキーが代役となった。また、プロデューサーのカルロス菊田が「この参戦は、RIZIN様から多大な協力をいただきました」と話すように、ブアカーオはこの時点でRIZIN契約下だったが上田幹雄の件同様に、K-1がRIZINに協力を求めてRIZINが快諾したことでブアカーオの参戦が実現した。

## 人物
- 母親を亡くしており、一家の大黒柱としてファイトマネーは家族の生活費や妹の学費に充てていると、テレビの紹介映像では放送されているが、ブアカーオの父親は商人で比較的裕福な恵まれた経済状況の家庭であったため、ブアカーオは経済的な必要に迫られてムエタイ選手になったわけではなく、純粋に技術と強さを追求してムエタイ選手の道を選んだタイプである。
- 好みの女性は（日本では、）深田恭子と発言。K-1 MAXに出場している外国人選手の中でも随一の女性人気を持ち[10]、彼のファンを公言する女性有名人もいる。
- 2015年にバンコクのスワンドゥシット大学が行った有名人気世論調査で男性スポーツ選手部門の3位[11]。
- 2010年12月にタイで公開された映画『YAMADA〜Samurai of Ayothaya』に古代ムエタイ戦士役で出演。
- 2017年10月には、タイのチャクリー王朝第9代国王ラーマ9世（2016年10月逝去）への追悼として一時出家し修道院で生活している写真がredditやfacebookと言ったソーシャルサイトに掲載され、他の僧侶との体格差などから“すごく強そうな僧侶”として話題となった[12]。
- タイのチエンマイ県の広大な敷地にムエタイジムの他に宿泊施設や食堂、カフェを併設する巨大ムエタイトレーニング施設「ブアカーオ・ヴィレッジ」を開設している[13]。

## 選手としての特徴
ムエタイ直伝のキックや首相撲からの膝蹴りを得意とするが、K-1出場をきっかけにルールに合わせてボクシングの技術も向上した。相手の弱点を徹底的に突く老獪さと引き出しの多さも長所である。ムエタイと散打の対抗戦において、ムエタイの大物選手が投げのポイントを大きく取る散打ルールに苦しみ、散打選手に判定負けしていく中、ブアカーオは膝蹴りでKOし勝利をあげた。
K-1 WORLD MAXにおいて圧倒的な強さで2度王者になったことに加え容姿端麗であるため、女性人気も高かった。ムエタイのレジェンドと評される。

## 戦績

### ムエタイ・キックボクシング
| キックボクシング 戦績 | キックボクシング 戦績 | キックボクシング 戦績 | キックボクシング 戦績 | キックボクシング 戦績 | キックボクシング 戦績 | キックボクシング 戦績 |
| --------------------- | --------------------- | --------------------- | --------------------- | --------------------- | --------------------- | --------------------- |
| 285 試合              | (T)KO                 | 判定                  | その他                | 引き分け              | 無効試合              |                       |
| 244 勝                | 74                    | 170                   | 0                     | 14                    | 2                     |                       |
| 25 敗                 | -                     | -                     | -                     | 14                    | 2                     |                       |

| 勝敗 | 対戦相手                               | 試合結果                                   | 大会名                                                                                                   | 開催年月日            |
| ○    | ハン・ウェンバオ                       | 3R終了 判定3-0                             | Rajadamnern World Series                                                                                 | 2024年12月21日        |
| ×    | ストーヤン・コプリヴレンスキー         | 3R終了 判定0-3                             | K-1 WORLD MAX 2024 【-70kg世界最強決定トーナメント準々決勝】                                             | 2024年7月7日          |
| ○    | 木村“フィリップ”ミノル                 | 2R 1:09 KO（右ストレート）                 | RIZIN LANDMARK 9                                                                                         | 2024年3月23日         |
| ○    | ナヤネッシュ・アイマン                 | 3R終了 判定3-0                             | RWS | 2023年12月2日         |
| ー   | ワン・ヤンロン                         | 1R終了 無効試合（ヤンロンの試合拒否）      | GIFSC | 2023年9月24日         |
| ー   | 城戸康裕                               | 3R 無効試合（偶然のバッティング）          | Legend of Rajadamnern: Last of the Generation                                                            | 2023年9月9日          |
| △    | 安保瑠輝也                             | 3R終了 判定0-0                             | RIZIN.42                                                                                                 | 2023年5月6日          |
| ○    | ディミトリー・バラツ                   | 3R終了 判定3-0                             | World Fight Kun Khmer Series                                                                             | 2022年7月6日          |
| ○    | クリス・ナギンビ                       | 1R 4:10 TKO                                | MAS Fight Kun Khmer                                                                                      | 2019年10月27日        |
| ○    | アルテム・パシュポリン                 | 3R終了 判定3-0                             | All Star Fight 8                                                                                         | 2019年3月9日          |
| ○    | ニクラス・ラーセン                     | 3R終了 判定3-0                             | All Star Fight 7                                                                                         | 2019年1月27日         |
| ○    | ゲータン・ダンボ                       | 3R終了 判定3-0                             | All Star Fight 6                                                                                         | 2018年11月4日         |
| ○    | ミハエル・クルチュマール               | 3R終了 判定3-0                             | All Star Fight 5                                                                                         | 2018年7月6日          |
| ○    | ビクター・ナグベ                       | 3R終了 判定3-0                             | All Star Fight 4                                                                                         | 2018年5月21日         |
| ○    | ルイス・パソス                         | 3R終了 判定3-0                             | All Star Fight 3                                                                                         | 2018年4月28日         |
| ×    | ホナイ・リスコ                         | 5R終了 判定0-3                             | Enfusion 63 【Enfusion世界ライト級タイトルマッチ】                                                       | 2018年3月5日          |
| ○    | ナヤネッシュ・アイマン                 | 1R 2:06 KO                                 | kunlun Fight 69                                                                                          | 2018年2月4日          |
| ○    | Marouan Toutouh                        | 2R KO                                      | kunlun Fight 67                                                                                          | 2017年11月12日        |
| ○    | Sergey Kulyaba                         | 3R終了 判定3-0                             | All Star Fight 2                                                                                         | 2017年9月30日         |
| ○    | Azize Hlali                            | 1R 2:52 KO                                 | All Star Fight                                                                                           | 2017年8月20日         |
| ○    | Kong Lingfeng                          | 3R終了 判定3-0                             | Kunlun Fight 62                                                                                          | 2017年6月10日         |
| ○    | Tian Xin                               | 3R終了 判定3-0                             | Kunlun Fight 56                                                                                          | 2017年1月1日          |
| ○    | Andrei Kulebin                         | 3R終了 判定3-0                             | Phoenix Fighting Championship                                                                            | 2016年12月10日        |
| ×    | イー・ロン                             | 3R終了 判定                                | Wu Lin Feng 2016 –Fight of the Century 2                                                                 | 2016年11月5日         |
| ○    | Dylan Salvador                         | 3R終了 判定3-0                             | Kunlun Fight 53 - Muay Thai 70kg Championship                                                            | 2016年9月24日         |
| ○    | Wang Weihao                            | 1R 2:35 TKO                                | Kunlun Fight 45                                                                                          | 2016年6月5日          |
| ○    | Kong Lingfeng                          | 3R終了 判定3-0                             | Kunlun Fight 39                                                                                          | 2016年3月20日         |
| ○    | Liu Hainan                             | 3R終了 判定3-0                             | Kunlun Fight 36                                                                                          | 2016年1月9日          |
| ○    | Gu Hui                                 | 2R 1:54 TKO                                | Kunlun Fight 32                                                                                          | 2015年10月28日        |
| ×    | Khayal Dzhaniev                        | 3R終了 判定0-3                             | Topking World Series 4 – 70kgトーナメント準決勝                                                          | 2015年7月28日         |
| ○    | Artem Pashporin                        | 3R終了 判定3-0                             | T-one Muay Thai 2015                                                                                     | 2015年7月1日          |
| ○    | イー・ロン                             | 3R終了 判定3-0                             | Wu Lin Feng 2015 – Fight of the Century                                                                  | 2015年6月6日          |
| ○    | Yuan Bin                               | 3R終了 判定3-0                             | Quanwei WMC Muaythai International Title 2015                                                            | 2015年5月2日          |
| ○    | Dmytro Konstantinov                    | 3R終了 判定3-0                             | Topking World Series 3 – 70kgトーナメント準々決勝                                                        | 2014年12月20日        |
| ○    | Steve Moxon                            | 3R 1:07 TKO                                | Topking World Series 2                                                                                   | 2014年11月15日        |
| ×    | Enriko Kehl                            | 3R終了 棄権                                | K-1 World MAX 2014 World Championship Tournament Final                                                   | 2014年10月11日        |
| ○    | Zhang Chunyu                           | 3R終了 判定3-0                             | Topking World Series - 70 kg Tournament, Final 16                                                        | 2014年9月13日         |
| ○    | Abdoul Touré                           | 3R 0:44 TKO                                | Chiang Rai WBC Muaythai Championship                                                                     | 2014年8月15日         |
| ○    | Djime Coulibaly                        | 5R終了 判定3-0                             | Monte Carlo Fighting Masters 2014                                                                        | 2014年6月14日         |
| ○    | Adaylton Freitas                       | 2R 1:12 KO                                 | Muay Thai in Macau                                                                                       | 2014年6月6日          |
| ○    | Victor Nagbe                           | 3R終了 判定3-0                             | Combat Banchamek                                                                                         | 2014年4月14日         |
| ○    | Lee Sung-Hyun                          | 3R終了 判定3-0                             | K-1 World MAX 2013 World Championship Tournament Final 4, Semi Finals                                    | 2014年2月23日         |
| ○    | Zhou Zhipeng                           | 3R+延長1R終了 判定                         | K-1 World MAX 2013 World Championship Tournament Quarter Finals - Part 1                                 | 2013年12月28日        |
| ○    | Enriko Kehl                            | 3R終了 判定3-0                             | MAX Muay Thai 5: The Final Chapter                                                                       | 2013年12月10日        |
| ○    | 佐藤嘉洋                               | 3R終了 判定3-0                             | MAX Muay Thai 4                                                                                          | 2013年10月6日         |
| ○    | David Calvo                            | 1R 2:20 KO                                 | K-1 World MAX 2013 World Championship Tournament Final 16, First Round                                   | 2013年9月14日         |
| ○    | Dong Wenfei                            | 3R終了 判定2-1                             | Wu Lin Feng & MAX Muay Thai 3                                                                            | 2013年8月10日         |
| ○    | Malik Watson                           | 2R KO                                      | MAX Muay Thai 1                                                                                          | 2013年5月6日          |
| ○    | Vitaly Gurkov                          | 3R終了 判定3-0                             | Thai Fight 2012: King of Muay Thai Tournament Finals, 70 kg Tournament Final                             | 2012年12月16日        |
| ○    | 西川智之                               | 3R終了 判定3-0                             | Thai Fight 2012: King of Muay Thai Tournament 2nd Round, 70 kg Tournament Semi Finals                    | 2012年11月25日        |
| ○    | Mauro Serra                            | 3R TKO                                     | Thai Fight 2012: King of Muay Thai Tournament 1st Round, 70 kg Tournament Quarter Finals                 | 2012年10月23日        |
| ○    | Toure Abdoul                           | 2R 1:02 TKO                                | Thai Fight Extreme 2012                                                                                  | 2012年8月17日         |
| ○    | Rustem Zaripov                         | 2R 2:45 KO                                 | Thai Fight 2012                                                                                          | 2012年4月17日         |
| ○    | Dzhabar Askerov                        | 3R終了 判定3-0                             | Yokkao Extreme 2012                                                                                      | 2012年1月21日         |
| ○    | Frank Giorgi                           | 3R終了 判定3-0                             | Thai Fight 2011 70 kg Tournament, Final                                                                  | 2011年12月18日        |
| ○    | Mickaël Piscitello                     | 3R KO                                      | Thai Fight 2011 70 kg Tournament, Semi Final                                                             | 2011年11月27日        |
| ○    | Abdallah Mabel                         | 3R終了 判定3-0                             | Thai Fight 2011 70 kg Tournament, Quarter Final                                                          | 2011年9月25日         |
| ○    | Warren Stevelmans                      | 4R TKO                                     | Muaythai Premier League: Round 1                                                                         | 2011年9月2日          |
| ○    | 牧野智昭                               | 2R 2:41 TKO（レフェリーストップ）          | THAI FIGHT EXTREME JAPAN                                                                                 | 2011年8月7日          |
| ○    | 中島弘貴                               | 3R終了 判定3-0                             | 戦極 Soul of Fight                                                                                       | 2010年12月30日        |
| ○    | トビー・イマダ                         | 2R 2:29 TKO（3ノックダウン：右ローキック） | SHOOT BOXING WORLD TOURNAMENT S-cup 2010 【決勝】                                                        | 2010年11月23日        |
| ○    | ヘンリー・ヴァン・オプスタル           | 3R終了 判定3-0                             | SHOOT BOXING WORLD TOURNAMENT S-cup 2010 【準決勝】                                                      | 2010年11月23日        |
| ○    | 宍戸大樹                               | 3R終了 判定3-0                             | SHOOT BOXING WORLD TOURNAMENT S-cup 2010 【1回戦】                                                       | 2010年11月23日        |
| ○    | シュー・イェン                         | 3R終了 判定                                | 武林風                                                                                                   | 2010年6月19日         |
| ○    | ジョーダン・ワトソン                   | 3R終了 判定5-0                             | MSA Muaythai Premier League                                                                              | 2010年5月29日         |
| ×    | アンディ・サワー                       | 3R+延長R終了 判定1-2                       | K-1 WORLD MAX 2009 World Championship Tournament FINAL 【準決勝】                                        | 2009年10月26日        |
| ○    | ニキー"ザ・ナチュラル"ホルツケン       | 3R終了 判定3-0                             | K-1 WORLD MAX 2009 World Championship Tournament FINAL8 【準々決勝】                                     | 2009年7月13日         |
| ○    | ジョン・ウェイン・パー                 | 5R終了 判定3-0                             | Champions of Champions II 【WMC世界ジュニアミドル級タイトルマッチ】                                      | 2009年6月26日         |
| ○    | アンドレ・ジダ                         | 延長R終了 判定3-0                          | K-1 WORLD MAX 2009 World Championship Tournament FINAL16 【1回戦】                                       | 2009年4月21日         |
| ×    | アルバート・クラウス                   | 3R終了 判定                                | It's Showtime 2008 Eindhoven                                                                             | 2008年11月29日        |
| ○    | ブラックマンバ                         | 1R 2:18 KO（2ノックダウン：右フック）      | K-1 WORLD MAX 2008 World Championship Tournament FINAL 【リザーブファイト】                              | 2008年10月1日         |
| ×    | 佐藤嘉洋                               | 3R 1:50 KO（右ストレート）                 | K-1 WORLD MAX 2008 World Championship Tournament FINAL8 【準々決勝】                                     | 2008年7月7日          |
| ○    | ファディル・シャバリ                   | 3R終了 判定2-1                             | It's Showtime（K-1 WORLD GP 2008 IN AMSTERDAM）                                                          | 2008年4月26日         |
| ○    | アルバート・クラウス                   | 延長R終了 判定3-0                          | K-1 WORLD MAX 2008 World Championship Tournament FINAL16 【1回戦】                                       | 2008年4月9日          |
| ○    | キム・ジュン                           | 2R 0:37 KO（右ストレート）                 | K-1 ASIA MAX 2008 IN SEOUL 〜Asia Tournament〜 【スーパーファイト】                                      | 2008年2月24日         |
| ○    | 佐藤嘉洋                               | 延長R終了 判定2-1                          | K-1 WORLD MAX 2008 〜日本代表決定トーナメント〜 【スーパーファイト】                                     | 2008年2月2日          |
| ×    | 魔裟斗                                 | 3R終了 判定0-3                             | K-1 WORLD MAX 2007 〜世界一決定トーナメント決勝戦〜 【準々決勝】                                         | 2007年10月3日         |
| ○    | ニキー"ザ・ナチュラル"ホルツケン       | 3R終了 判定3-0                             | K-1 WORLD MAX 2007 〜世界一決定トーナメント開幕戦〜 【1回戦】                                            | 2007年6月28日         |
| △    | ジョルジオ・ペトロシアン               | 5R終了 ドロー                              | K-1 Scandinavia GP 2007 【WMC世界ミドル級タイトルマッチ】                                                | 2007年5月19日         |
| ○    | アンディ・オロゴン                     | 3R終了 判定3-0                             | K-1 WORLD MAX 2007 〜世界最終選抜〜                                                                      | 2007年4月4日          |
| ○    | ジャバル"チンギスハン"アスケロフ       | 3R終了 判定3-0                             | K-1 EUROPE MAX 2007 GP                                                                                   | 2007年3月17日         |
| ○    | ツグト"忍"アマラ                       | 3R終了 判定3-0                             | K-1 WORLD MAX 2007 〜日本代表決定トーナメント〜 【スーパーファイト】                                     | 2007年2月5日          |
| ○    | オーレ・ローセン                       | 2R 2:49 TKO                                | K-1 World MAX North European Qualification 2007                                                          | 2006年11月24日        |
| ○    | 宍戸大樹                               | 1R 0:15 KO（左フック）                     | K-1 WORLD MAX 2006 〜世界王者対抗戦〜                                                                    | 2006年9月4日          |
| ○    | アンディ・サワー                       | 2R 2:13 KO（右ストレート）                 | K-1 WORLD MAX 2006 〜世界一決定トーナメント決勝戦〜 【決勝】                                             | 2006年6月30日         |
| ○    | ドラゴ                                 | 3R終了 判定3-0                             | K-1 WORLD MAX 2006 〜世界一決定トーナメント決勝戦〜 【準決勝】                                           | 2006年6月30日         |
| ○    | 佐藤嘉洋                               | 2R 0:18 KO（左フック）                     | K-1 WORLD MAX 2006 〜世界一決定トーナメント決勝戦〜 【準々決勝】                                         | 2006年6月30日         |
| △    | ムラッド・サリ                         | 5R終了 判定ドロー                          | Le Grand Tournoi Final of The Gladiators                                                                 | 2006年5月26日         |
| ○    | ヴァージル・カラコダ                   | 延長R終了 判定2-1                          | K-1 WORLD MAX 2006 〜世界一決定トーナメント開幕戦〜 【1回戦】                                            | 2006年4月5日          |
| ○    | マルコ・ピケ                           | 5R終了 判定                                | SLAMM!! Netherlands vs Thailand                                                                          | 2006年3月19日         |
| ○    | ジョムホート・キアタディサック         | 2R KO（右フック）                          | WMC Explosion III 【WMC世界ミドル級タイトルマッチ】                                                      | 2006年2月18日         |
| ○    | マイク・ザンビディス                   | 3R終了 判定3-0                             | K-1 WORLD MAX 2006 〜日本代表決定トーナメント〜 【スーパーファイト】                                     | 2006年2月4日          |
| ○    | ユーセッフ・アクニック                 | 1R TKO（タオル投入）                       | 不明（イタリア）                                                                                         | 2005年11月5日         |
| ○    | ジャン・スカボロスキー                 | 5R終了 判定                                | XPLOSION HONG KONG 2005 【S-1世界スーパーウェルター級タイトルマッチ】                                    | 2005年9月9日          |
| ×    | アンディ・サワー                       | 延長2R終了 判定1-2                         | K-1 WORLD MAX 2005 〜世界一決定トーナメント決勝戦〜 【決勝】                                             | 2005年7月20日         |
| ○    | アルバート・クラウス                   | 3R終了 判定3-0                             | K-1 WORLD MAX 2005 〜世界一決定トーナメント決勝戦〜 【準決勝】                                           | 2005年7月20日         |
| ○    | ジャダンバ・ナラントンガラグ           | 3R終了 判定2-0                             | K-1 WORLD MAX 2005 〜世界一決定トーナメント決勝戦〜 【準々決勝】                                         | 2005年7月20日         |
| ○    | ワシリー・シシ                         | 3R終了 判定3-0                             | K-1 WORLD MAX 2005 〜世界一決定トーナメント開幕戦〜 【1回戦】                                            | 2005年5月4日          |
| ○    | キエラン・ケッドル                     | 4R終了 判定                                | THAILAND BOXING SPORT BOARD "MUAYTHAI CULTURAL FESTIVAL 2005" アマチュアムエタイルール                   | 2005年4月1日          |
| ×    | アルバート・クラウス                   | 延長R終了 判定1-2                          | K-1 WORLD MAX 2005 〜日本代表決定トーナメント〜 【スーパーファイト】                                     | 2005年2月23日         |
| ○    | 米田克盛                               | 2R 1:26 TKO（タオル投入）                  | 児童福祉チャリティ TITANS 1st 2004年チャンピオンシリーズ 〜新日本キックボクシング＆K-1ファイターズ参戦〜 | 2004年11月6日         |
| ○    | 武田幸三                               | 再延長R終了 判定3-0                        | K-1 WORLD MAX 2004 〜世界王者対抗戦〜                                                                    | 2004年10月13日        |
| ○    | 魔裟斗                                 | 延長R終了 判定3-0                          | K-1 WORLD MAX 2004 〜世界一決定トーナメント〜 【決勝】                                                   | 2004年7月7日          |
| ○    | 小比類巻貴之                           | 2R 0:42 KO（左膝蹴り）                     | K-1 WORLD MAX 2004 〜世界一決定トーナメント〜 【準決勝】                                                 | 2004年7月7日          |
| ○    | ジョン・ウェイン・パー                 | 延長R終了 判定2-1                          | K-1 WORLD MAX 2004 〜世界一決定トーナメント〜 【準々決勝】                                               | 2004年7月7日          |
| ○    | マンコン・ロイヤルマブタプット         | 判定                                       | Rajadumnern Stadium                                                                                      | 2004年5月20日         |
| ○    | ジョーダン・タイ                       | 3R終了 判定3-0                             | K-1 WORLD MAX 2004 〜世界一決定トーナメント開幕戦〜 【1回戦】                                            | 2004年4月7日          |
| ○    | フジ・チャルムサック                   | 3R終了 判定2-0                             | 新日本キックボクシング協会「MAGNUM 4」 【K-1 MAX 出場者決定戦】                                          | 2004年3月21日         |
| ○    | クンスック・ペットスパーパン           | 5R終了 判定                                | スッグ・ポープラムック（40万バーツ賭け試合）                                                             | 2003年11月18日        |
| ○    | サン・タオ                             | 2R 1:25 TKO（タオル投入）                  | Chinese police VS Thai police kickboxing Championship                                                    | 2003年10月10日        |
| ○    | ティーモ・ダル・ジョッキージム         | 3R 1:42 KO（左肘）                         | K.O.M.A. "King of Martial Arts" GP                                                                       | 2003年8月31日         |
| ○    | ノンタチャイ・ギャットワンロップ       | 3R TKO                                     | スッグD4D コーモーンレール3000+スッグ・ペットインディー                                                  | 2003年4月8日          |
| ○    | 小林聡                                 | 3R終了 判定                                | D4D Toyota Cup 【決勝】                                                                                  | 2002年12月14日        |
| ○    | クンスック・ペットスパーパン           | 3R終了 判定                                | D4D Toyota Cup 【準決勝】                                                                                | 2002年12月14日        |
| ○    | セーンモラゴット・ゴーバーングルワイ   | 3R終了 判定                                | D4D Toyota Cup 【1回戦】                                                                                 | 2002年12月14日        |
| ○    | トーングタイ・ポー.プラパー            | 2R TKO                                     | 不明（タイ）                                                                                             | 2002年11月22日        |
| ×    | ペットナムエーク・ソー.シリワット      | 5R終了 判定                                | Lumpinee Stadium                                                                                         | 2002年10月26日        |
| ×    | ペットナムエーク・ソー.シリワット      | 5R終了 判定                                | Lumpinee Stadium                                                                                         | 2002年9月13日         |
| △    | テーワリットノーイ・S.K.V. ジム        | 5R終了 ドロー                              | Lumpinee Stadium                                                                                         | 2002年9月12日         |
| ○    | バンポット・ソーロムヤーノン           | 3R TKO                                     | 不明 | 2002年                |
| ○    | 五十嵐幹志                             | 3R 0:47 TKO（レフェリーストップ：カット）  | J-NETWORK「J-BLOODS」                                                                                    | 2002年4月21日         |
| ○    | バンポット・ヴォーテーパチャイ         | 5R終了 判定                                | Lumpinee Stadium                                                                                         | 2002年3月29日         |
| ×    | サッタバン・トー.ラナギアット          | 5R終了 判定                                | Lumpinee Stadium                                                                                         | 2002年1月5日          |
| ×    | チャーリー・ソー.チャイタミン          | 5R終了 判定                                | Lumpimee 45th Anniversary 【ルンピニー・スタジアム認定フェザー級王座決定戦】                             | 2001年12月7日         |
| ○    | ランサヤーム・ナコントーンパークビュー | 5R終了 判定                                | 不明 | 2001年                |
| ×    | テーワリットノーイ・S.K.V. ジム        | 5R終了 判定                                | Lumpinee Stadium                                                                                         | 2001年10月6日         |
| ×    | オーローノー・マジェスティックジム     | 5R終了 判定                                | Lumpinee Stadium                                                                                         | 2001年8月7日          |
| ○    | シンチャイノーイ・ソー.キッティチャイ  | 4R KO                                      | Lumpimee Featherweight title 【タイ国プロムエタイ協会フェザー級王座決定戦】                              | 2001年6月29日         |
| ○    | ペットアルン・ソーヴォランパクディー   | 5R終了 判定                                | 不明 | 2001年（7月14日以前） |
| ○    | コーク・フェアテックス                 | 5R終了 判定                                | スッグ・ポープラムック                                                                                   | 2000年1月7日          |
| ○    | サガッペット・ソー.サグンパン          | 4R KO（右肘打ち）                          | Omnoi Stadium                                                                                            | 2000年                |

### エキシビション
| 勝敗 | 対戦相手                       | 試合結果                          | 大会名                                 | 開催年月日     |
| △    | 皇治                           | 3R終了 判定なし                   | JAPAN MARTIAL ARTS EXPO PROLOGUE       | 2024年10月19日 |
| △    | オレクサンドル・イェフィメンコ | 3R終了 判定なし                   | RWS Ratchadamnoen World Series         | 2022年12月9日  |
| ○    | 佐藤嘉洋                       | 1R 2:17 TKO（右ストレート）       | RWS KAT PRESENTD LEGEND OF RAJADAMNERN | 2022年10月28日 |
| ○    | 三浦孝太                       | 3R 2:25 TKO（レフェリーストップ） | RWS Ratchadamnoen World Series         | 2022年8月19日  |

### ベアナックル・ボクシング
| 勝敗 | 対戦相手         | 試合結果   | 大会名          | 開催年月日   |
| ○    | エルカン・バロル | 1R 1:50 KO | BKFC Thailand 3 | 2022年9月3日 |

### ベアナックル・ムエタイ
| 勝敗 | 対戦相手                             | 試合結果          | 大会名          | 開催年月日    |
| ○    | センチャイ・PKセンチャイムエタイジム | 2分5R終了 判定3-0 | BKFC Thailand 5 | 2022年11月4日 |

## 獲得タイトル
- オムノーイスタジアム認定ライト級王座
- オムノーイスタジアム認定フェザー級王座
- TOYOTAムエタイマラソントーナメント140ポンド級 優勝
- タイ国プロムエタイ協会フェザー級王座
- K-1 WORLD MAX 2004 優勝
- K-1 WORLD MAX 2005 準優勝
- S1世界ジュニアミドル級王座（2005年9月9日 - ）
- WMC世界スーパーウェルター級王座（2006年2月18日 - ）
- K-1 WORLD MAX 2006 優勝
- WMC世界ジュニアミドル級王座（2009年6月26日 - ）
- SHOOT BOXING WORLD TOURNAMENT S-cup 2010 優勝
- WBCムエタイ世界スーパーミドル級ダイヤモンド王座（2014年）
- 初代Kunlun Fightムエタイ世界ミドル級王座（2016年）
- K-1 WORLD MAX 2024 ベスト8

### 試合映像
1. ↑  『【番組】RIZIN CONFESSIONS #124（※番組内で試合映像。安保瑠輝也とブアカーオ・パンチャメークによる試合振り返りドキュメンタリー番組）』RIZIN公式YouTubeチャンネル、2023年。
2. ↑  『【試合映像】ブアカーオ・バンチャメーク vs. 木村“フィリップ”ミノル / Buakaw Banchamek vs. Minoru“Philip”Kimura』RIZIN公式YouTubeチャンネル、2024年。

### 補足映像
1. ↑  『【番組】RIZIN CONFESSIONS #146（※番組内で試合映像。ブアカーオ・パンチャメークと木村"フィリップ"ミノルによる試合振り返りドキュメンタリー番組）』RIZIN公式YouTubeチャンネル、2024年。